# Dallas (telessérie)
Dallas é uma longa série de televisão estadunidense (português brasileiro) ou norte-americana (português europeu) de horário nobre que foi exibida originalmente entre 2 de abril de 1978 a 3 de maio de 1991, pela estação televisiva norte-americana CBS. A série centra-se à volta de uma grande e rica família do Texas, os Ewings, donos da empresa privada de petróleo Ewing Oil (Petrolífera Ewing) e do rancho de gado Southfork. Inicialmente, a série centra-se no casamento de Bobby Ewing e Pamela Barnes, cujas famílias se juraram inimigas. À medida que a série avança, o magnata de petróleo J.R. Ewing tornou-se o personagem principal, cujos esquemas e negócios obscuros se tornaram a marca registada do seriado. Quando a série termina em maio de 1991, J.R. era o único personagem a ter aparecido em todos os episódios.
A série era famosa pelos seus cliffhangers, incluindo o misterioso Who Shot J.R.? (Quem alvejou J.R.?). O episódio de 1980 "Who Done It", que dá finalmente resposta à dúvida de quem havia, afinal, atirado em J.R. mantém-se até aos dias de hoje como o segundo mais visto de sempre na televisão norte-americana. A série também comportou uma temporada-sonho, em que a totalidade da nona temporada se revelou no fim como sendo um sonho da personagem Pamela Barnes Ewing. A série teve 14 temporadas e o seu final ocorreu em 1991 com a transmissão do episódio "Conundrum".
A série tinha um elenco com importância e tempo de antena relativamente bem repartidos. O ator Larry Hagman personifica o ambicioso e ardiloso magnata de petróleo J.R. Ewing; a atriz de cinema, teatro e televisão Barbara Bel Gueddes como a matriarca da família Ewing, Miss Ellie (Senhorita Ellie; e o ator de westerns, Jim Davis, como o patriarca Jock Ewing, no seu último trabalho antes de morrer em 1981. A série venceu quatro Emmys, incluindo o Primetime Emmy Award de melhor atriz em série dramática para Barbara Bel Gueddes.
Com 357 episódios, Dallas mantém-se ainda hoje como uma das séries de horário nobre mais longas da história da TV norte-americana, apenas atrás de Bonanza (430 episódios), Law&Order (456 episódios) e Gunsmoke (635 episódios). Em 2007, Dallas foi incluído na lista das “100 melhores Séries de TV de SEMPRE” pela revista TIME.
Dallas gerou a série spin-off Knots Landing em 1979, que também durou catorze temporadas. Em 2010, o canal televisivo norte-americano TNT anunciou uma nova e atualizada continuação de Dallas. A renovação da série, continuando a história da família Ewing, estreou no TNT a 13 de junho de 2012.

## Ideia inicial e trama
Em 1978, os estúdios MGM lançaram o filme Comes a Horseman com James Caan, Jane Fonda e Jason Robards que fez a personagem Jacob Ewing. Um dos capatazes do rancho de Jacob Ewing era protagonizado por Jim Davis, que também faz o papel de Jock Ewing em Dallas, um papel que recebeu após o filme ter terminado. Parte do enredo de Comes a Horseman centra-se na tentativa de tomar ranchos de gado por grupos de interesse de petróleo e em como falham em fazê-lo.
Dallas esteou a 2 de abril de 1978 como uma mini-série composta por cinco partes na rede norte-americana de televisão CBS. Inicialmente, os produtores não tinham planos para continuação, no entanto, graças à popularidade da série, foi consequentemente transformada numa série regular e foi transmitido por treze temporadas completas, de 23 de setembro de 1978 a 3 de maio de 1991. Os primeiros cinco episódios, inicialmente considerados como uma mini-série, são agora referidos como primeira temporada – prefazendo um total de catorze temporadas.
A série é conhecida pela sua representação de riqueza, sexo, intrigas e lutas pelo poder. Ao longo da série, o seu mote principal é a longa rivalidade entre os Ewing e os Barnes que atingiu o topo quando a filha de Willard ‘Digger’ Barnes (protagonizado por David Wayne e depois por Keenan Wynn), Pamela (Victoria Principal) foge com um dos filhos dos Ewing, Bobby (Patrick Duffy) no primeiro episódio.

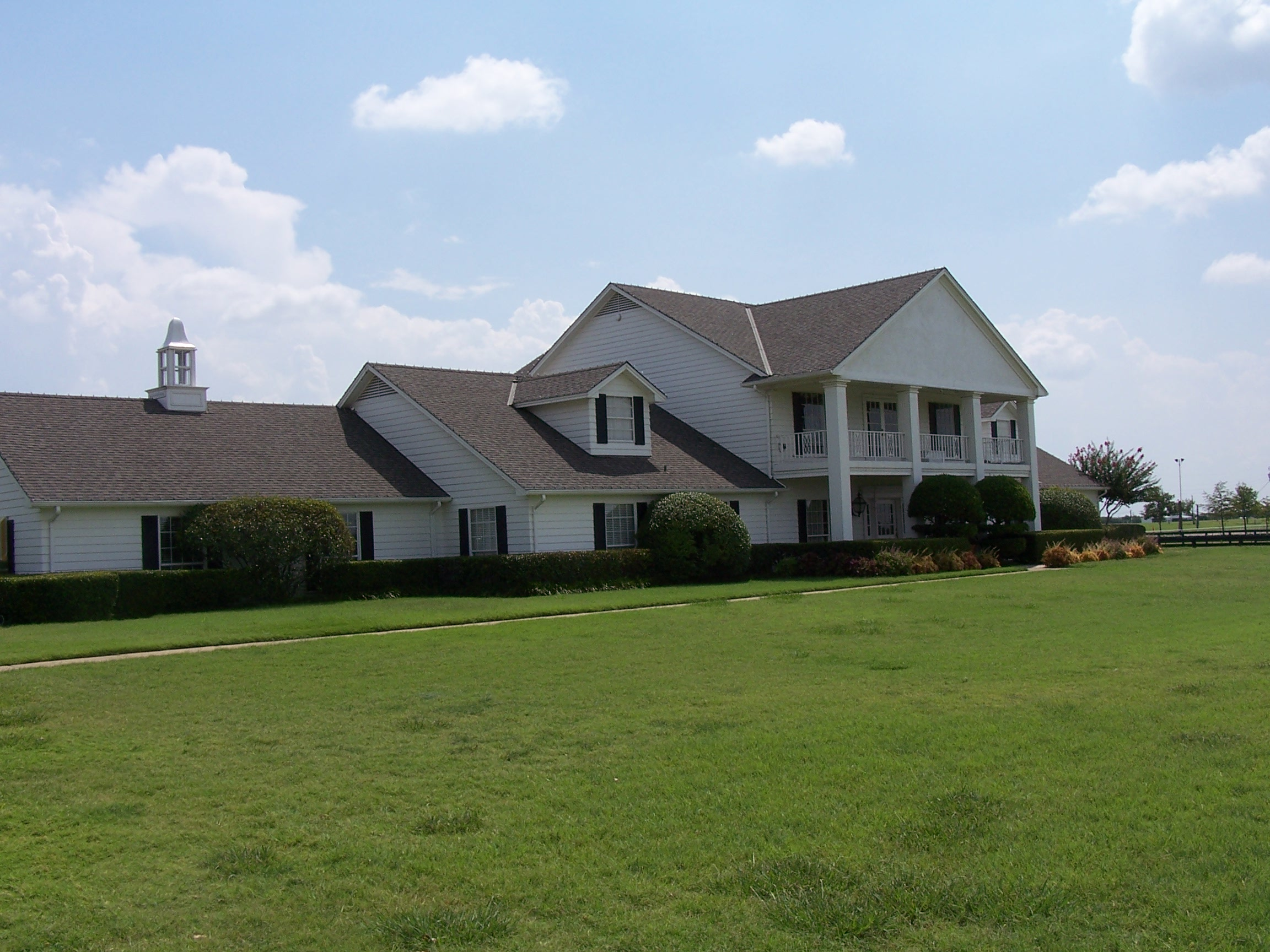
O Rancho Southfork, residência da família Ewing

A história inicial remonta à década de 1930, quando o prospetor de petróleo John Ross “Jock” Ewing (Jim Davis) alegadamente enganou o seu único parceiro, Willard "Digger" Barnes, retirando-lhe as ações que este detinha na empresa Ewing Oil (Petrolífera Ewing, BR) e casou com o único amor de Digger, Eleanor “Miss Ellie” Southworth (Barbara Bel Geddes). A família de Ellie (D. Ellie, BR) eram rancheiros, contrariamente a Jock, com grande amor à terra e ao gado. A seguir ao casamento entre Ellie e Jock, o rancho dos Southworth, Southfork, tornou-se a residência dos Ewing, onde Jock e Miss Ellie criaram os seus três filhos: J.R. (Larry Hagman), Gary (David Ackroyd e depois Ted Shackelford) e Bobby. J.R., o filho mais velho dos Ewing, sem escrúpulos e com um casamento infeliz com uma antiga Miss Texas, Sue Ellen Shepard (Linda Gray), estava frequentemente em disputas com o seu irmão mais novo, Bobby, com os valores e integridade que faltava a J.R. O filho do meio, Gary, era o favorito de Ellie pois revelava muitos traços dos Southworth; no entanto, Gary entrara em conflito com Jock e J.R. desde a infância e foi considerado como um elo mais fraco. Ainda novo, Gary casa-se com a empregada de mesa Valene Clements (Joan Van Ark), que gera o primeiro herdeiro da família, a pequena Lucy (Charlene Tilton). Anos antes do início da série, J.R. fez com que Gary e Valene saíssem do Rancho Southfork, deixando Lucy ao cuidado dos seus avós paternos. Durante os primeiros episódios da série, uma adolescente Lucy é vista a dormir com o capataz do rancho, Ray Krebbs (Steve Kanaly). Mais tarde, na temporada quatro, é revelado que Ray é meio-irmão dos Ewing, filho ilegítimo de Jock durante um relacionamento extra-conjugal que este teve durante o seu serviço na II Guerra Mundial.
Infeliz com o seu papel pequeno e unidimensional, Kanaly considerou sair da série. Para adicionar alguma profundidade à personagem de Ray, Hagman sugeriu aos escritores que criassem uma história onde Ray se torna meio-irmão de J.R., Gary e Bobby, relembrando a sua semelhança física com o ator Jim Davis. Os episódios onde Ray e a sobrinha Lucy se envolveram são, tal como Kanaly disse à atriz Dinah Shore quando foi ao seu programa de televisão, “esperançosamente esquecidos, espera”.
Anteriormente, Ray teve um breve caso com Pamela Barnes, a filha (ou melhor, a enteada, como é revelado na temporada três) de Digger Barnes. No entanto, Pamela sentia-se intensamente apaixonada por Bobby e o episódio-piloto inicia-se com os dois chegando a Southfork recém-casados, chocando a família inteira. J.R., que repugna a família Barnes, não fica feliz com o facto de Pamela viver em Southfork e tenta constantemente enfraquecer o seu casamento com Bobby. Entretanto, o irmão de Pamela, Cliff Barnes (Ken Kercheval), que herda o ódio de Digger pelos Ewing, partilha das objeções ao casamento e mantém a jornada do seu pai para obter vingança.
A maior parte das temporadas terminam com cliffhangers, com objetivo de prender a audiência, sendo o mais notável o final de terceira temporada “A House Divided”, que lançou o enredo “Who Shot J.R.?” (Quem Alvejou J.R.?) e foi classificado em 69º lugar na lista dos Top 100 Episódios de TV de SEMPRE, da revista TV Guide. Outros cliffhangers de final de temporada incluíram encontrar um corpo de uma mulher não identificada na pisicina de Southfork (temporada quatro); um flamejante incêndio no rancho (temporada seis); a morte de Bobby (temporada oito) e o seu subsequente retorno (temporada nove).

## Elenco e personagens

### Elenco principal
Para a mini-série inicial de cinco episódios – temporada um – seis atores foram considerados parte do elenco principal: Barbara Bel Geddes como a matriarca dos Ewing, Miss Ellie, cuja família foi a detentora original de Southfork; Jim Davis, como seu marido Jock Ewing, fundador da Ewing Oil e chefe da família Ewing; Patrick Duffy, como o seu filho mais novo, o galã Bobby Ewing; Victoria Principal como Pamela Barnes Ewing, filha dos Barnes, a família rival, que Bobby traz para sua casa no episódio-piloto; Larry Hagman como J.R. Ewing, o filho mais velho que se opõe fortemente à sua nova cunhada, e Charlene Tilton como Lucy Ewing, a sobrinha atrevida de Bobby e J.R., cujos pais foram corridos do rancho por J.R.
Não recebendo a consideração de elenco principal durante a mini-série, mas aparecendo na grande maioria dos episódios encontrava-se Linda Gray como a sofredora e alcoólica (PT)/alcoólatra (BR) mulher de J.R., Sue Ellen Ewing; Steve Kanaly como o capataz Ray Krebbs, ex-namorado de Pamela que eventualmente é revelado como sendo filho ilegítimo de Jock, e Ken Kercheval como irmão de Pamela, Cliff Barnes, arqui-inimigo de J.R. Linda Gray e Steve Kanaly foram promovidos a parte do elenco principal a partir do primeiro episódio do outono de 1978 e Ken Kercheval um ano mais tarde. O ator David Wayne é tratado como convidado especial fazendo o papel de Willard 'Digger' Barnes.
Durante a exibição da série, várias personagens foram adicionadas e os atores originais iam saindo: na temporada cinco, e após ser apresentada como atriz convidada desde a temporada dois, a atriz Susan Howard junta-se ao elenco principal como Donna Culver Krebbs, uma política e viúva de um antigo senador do estado do Texas, que se torna a primeira mulher de Ray e mãe da sua filha Margaret.
A temporada oito assiste à inclusão do ator de musicais Howard Keel como o rico, e por vezes, temperamental rancheiro Clayton Farlow, marido de Miss Ellie após a morte de Jock, sendo que Keel já se encontrava na série desde a terceira temporada, e ainda à inclusão de Priscilla Presley como Jenna Wade, a paixão de adolescência de Bobby, que dá à luz o único filho biológico de Bobby, Lucas, e eventualmente se torna a segunda mulher de Ray. Howard Keel aparecia recorrentemente na série desde a quarta temporada e Priscilla desde a sétima temporada (a personagem de Jenna foi protagonizada anteriormente, contudo, pela atriz Morgan Fairchild num episódio da temporada dois, e por Francine Tacker por dois episódios na temporada três). Temporariamente substituindo Barbara Bel Geddes no papel de Miss Ellie, a famosa atriz e apresentadora de televisão Donna Reed junta-se ao elenco principal durante a oitava temporada até Barbara regressar no ano seguinte.
O ator Dack Rambo, no papel do primo errante Jack Ewing foi promovido a um estatuto de ator regular para a temporada dez após aparecer como convidado especial desde o final da oitava temporada. Saiu da série, contudo, a meio desse mesmo ano em que foi promovido. A ex-mulher de Jack, April Stevens Ewing, protagonizada por Sheree J. Wilson, aparece primeiramente como convidada durante as temporadas dez e onze antes de ser promovida para o elenco principal a partir da temporada doze. Inicialmente uma personagem intriguista, April torna-se eventualmente na segunda mulher de Bobby, após o seu divórcio com Pamela e alguns casos amorosos de curta duração.
A temporada treze assistiu a várias adições ao elenco principal: o vencedor dos Óscares George Kennedy, como Carter McKay, que compra o rancho de Ray após este e Jenna irem viver para a Suíça e, eventualmente, se torna presidente da WestStar Oil, rival da Ewing Oil; Cathy Podewell surge na série como a jovem e ingénua Cally Harper, que se torna na segunda mulher de J.R.; Sasha Mitchell como o filho mais velho e ilegítimo de J.R., James Beaumont; Kimberly Foster como a desonesta irmã de April, Michelle Stevens, que se casa com James e Cliff Barnes; e finalmente Lesley-Anne Down como a relações públicas Stephanie Rogers. Enquanto que George Kennedy e Cathy Podewell apareceram como convidados durante a temporada doze, as personagens de Sasha Mitchell, Kimberly Foster e Lesley-Anne Down eram completamente novas quando se juntaram ao elenco principal.
Finalmente, na temporada catorze, a temporada final, após ser convidada nos últimos episódios da temporada treze, Barbara Stock junta-se ao elenco principal como a noiva de Cliff, Elizabeth "Liz" Adams.

### Elenco de apoio
Durante os seus catorze anos de duração, Dallas teve vários atores em papéis coadjuvantes. De entre os mais notáveis, encontra-se a atriz Mary Crosby (temporadas 3-4 e 14) como a intriguista irmã de Sue Ellen, Kristin Shepard (também protagonizada pela atriz Coleen Camp por dois episódios da segunda temporada), que se envolve com J.R. e é revelado ser aquela que o alvejou no enredo de “Who Shot JR?”; o ator Jared Martin (temporadas 3-6, 8-9 e 14) protagonizando o amante cowboy de Sue Ellen, e filho adotivo de Clayton, Steven “Dusty” Farlow; Leigh McCloskey (temporadas 4-5, 8 e 12) como o estudante de medicina Mitch Cooper, marido de Lucy; a atriz Audrey Landers (temporadas 4-8 e 12-13) como a irmã de Mitch, Afton Cooper, uma cantora com aspirações de carreira e noiva de Cliff durante muito tempo; a atriz de palco Priscilla Pointer (temporadas 4-6) como Rebecca Barnes Wentworth, a mãe desaparecida de Pamela e Cliff; Morgan Brittany (temporadas 5-8 e 11) como a filha de Rebecca, Katherine Wentworth, a desiquilibrada meia-irmã de Pamela e Cliff que se apaixona loucamente por Bobby; o ator John Beck (temporadas 6-7 e 9) como Mark Graison, namorado de Pamela após o seu divórcio com Bobby; o ator William Smithers (temporadas 4-5 e 8-12) protagonizando o magnata de petróleo rival e presidente da WestStar Oil, Jeremy Wendell; a Miss Estados Unidos Deborah Shelton (temporadas 8-10) protagonizando a modelo Mandy Winger, amante de longa data de J.R.; a atriz Jenilee Harrison (temporadas 8-10) como irmã de Jack e mulher de Cliff, Jamie Ewing Barnes e finalmente o ator Andrew Stevens (temporadas 11-12) como Casey Denault, um jovem proativo que trabalha para J.R. e namora Lucy com objetivo de subir na vida e ficar com o seu dinheiro.
Como personagens infantis de longa duração, temos o filho de J.R. e de Sue Ellen, John Ross Ewing III (protagonizado por Tyler Banks durante as temporadas 4-6 e entre as temporadas 7-14 por Omri Katz); o filho adotivo de Pamela e Bobby, Christopher Ewing (protagonizado por Eric Farlow durante as temporadas 6-8 e depois por Joshua Harris entre as temporadas 9-14), e a filha de Jenna Wade, Charlotte “Charlie” Wade (Shalane McCall, temporadas 7-11, também protagonizado, muito jovem, por Laurie Lynn Myers num episódio da segunda temporada).
De entre os sócios de negócios com exibições mais frequentes da família Ewing encontram-se os membros do cartel de petróleo Jordan Lee (protagonizado pelo ator Donn Starr, temporadas 2-14); Marilee Stone (Fern Fitzgerald, temporadas 2-13) e Andy Bradley (Paul Sorensen, temporadas 2-10); o amigo de longa data de Jock, Marvin “Punk” Anderson (protagonizado pelo ator Morgan Woodward, temporadas 4-11) e o desonesto banqueiro de investimentos Vaughn Leland (protagonizado pelo ator Dennis Patrick, temporadas 3-6). Um outro conhecido de longa data dos Ewing incluía o detetive de polícia Harry McSween, sendo a fonte de informação de J.R. dentro da polícia (protagonizado pelo ator James Brown, temporadas 2-12); o advogado da família Harv Smithfield (George O. Petrie, temporadas 3-14) e finalmente o enteado de Donna, o senador dos Estados Unidos Dave Culver (Tom Fuccello, temporadas 3-6, 8, 10-11 e 13-14).
Há também várias personagens "de fundo" (não são figurantes pois recorrentemente dialogam com as restantes personagens) que aparecem em vários episódios, incluindo as secretárias de Bobby, Connie Brasher (protagonizado por Donna Bullock na primeira temporada, Ann Ford e Nancy Bleier na segunda temporada e Jeanna Michaels nas temporadas 2-4), e Phyllis Wapner (protagonizada por Deborah Tranelli, temporadas 4-14); as secretárias de J.R., Louella Caraway Lee (Meg Gallagher, temporadas 2-4) e Sly Lovegreen (Deborah Rennard, temporadas 5-14); a secretária de Cliff, Jackie Dugan (pela atriz Sherill Lynn Rettino, temporadas 2-5 e 7-14, que também fez o papel de Susan nos primeiros episódios da série, vendedora na loja The Store); a rececionista da Ewing Oil, Kendall Chapman (Danone Simpson, temporadas 6-14); a empregada de Southfork, Teresa (protagonizada por Roseanna Christiansen, temporadas 6-14) e a maître do restaurante Oil Barons Club, Dora Mae (protagonizada por Pat Colbert, temporadas 7-14), e as empregadas Cassie (Ann C. Lucas, temporadas 5-10) e Debbie (Deborah Marie Taylor, temporadas 11-14).

### Principais saídas do elenco
Por volta do final da série apenas três personagens originais (J.R., Bobby e Cliff) permaneciam em Dallas, os restantes haviam morrido ou saído da cidade.
Jock Ewing foi a primeira personagem a sair da série, tendo morrido fora do ecrã num misterioso acidente de avião, na temporada cinco. O ator Jim Davis havia falecido no final da quarta temporada, em abril de 1981, e desde meio da temporada que as suas cenas haviam sido cada vez menores. Frequentemente era visto sentado e com poucos diálogos.
A morte de Bobby Ewing no final da temporada oito, juntamente com a sua ausência durante a temporada seguinte, foi explicada imediatamente no início da temporada dez como tendo sido um sonho de Pamela Ewing, tendo como resultado, a eliminação de todos os acontecimentos durante a temporada nove. O ator Patrick Duffy saiu da série em busca de outras oportunidades para a sua carreira mas, devido à baixa de audiências da série, foi convencido a regressar pela Lorimar, a produtora, e por Larry Hagman.
Jack Ewing sai de Dallas para continuar com as suas viagens e livrar-se de J.R. a meio da temporada dez, regressando para dois episódios no final da temporada, apenas. Apesar de nunca ter havido um motivo oficial para a saída de Dack Rambo, o ator mais tarde justifica que a sua saída se deveu a dificuldades que sentiu devido à sua orientação sexual e/ou conflitos com Larry Hagman. Hagman sempre negou o seu envolvimento na saída de Rambo.
Pamela Ewing ficou gravemente ferida num acidente de carro no final da décima temporada, deixando Bobby e Christopher devido à sua incapacidade em permitir que eles a vissem tão desfigurada. Contudo, apesar de Victoria Principal nunca ter regressado mais à série, a atriz Margaret Michaels, supostamente muito semelhante a Victoria, interpretou a personagem num episódio da temporada 12. Tendo-se submetido a cirurgias plásticas que explicam a mudança na sua aparência, é revelado que Pamela estava morrendo, vítima de doença prolongada, apesar de só ela e o seu médico saberem. Após esta cena, Pamela nunca mais é vista na série. Foi por decisão da própria Victoria Principal não renovar o seu contrato por mais temporadas. Se tivesse permanecido, como tentaram insistir por várias vezes, Victoria Principal teria ficado a ser a mulher mais bem paga da televisão norte-americana da altura.
Os cortes de orçamento também fizeram com que outros atores principais tivessem querido sair. Acrescentando à saída de Pamela Ewing, Donna Culver Krebbs e Ray Krebbs divorciaram-se a meio da temporada dez e a primeira muda-se para Washington DC, onde se casa com o senador Andrew Dowling (o ator convidado Jim McMullan), com quem acaba por criar a filha que teve com Ray, Margaret. A atriz Susan Howard diz, em 1987, que os produtores lhe disseram que a sua personagem havia trilhado o seu precurso. Segundo consta, também houve divergências criativas com os produtores, bem como devido à sua desaprovação pelo despedimento do produtor executivo de longa data da série, Philip Capice, em 1986. Um ano mais tarde, Ray vende o seu rancho a Carter Mckay e sai de Dallas com a sua nova mulher, Jenna Wade, com a sua filha Charlie e com Lucas (filho natural de Jenna e de Bobby), para a Suíça. Ray regressa para cinco episódios no início da 12ª temporada. Enquanto que Priscilla Presley optou por sair da série para passar mais tempo com a sua família, uma vez que tinha dado à luz há relativamente pouco tempo o seu filho mais novo.
Lucy Ewing, que sai de Dallas após o seu casamento com Mitch no final da oitava temporada, regressa a Southfork no final da temporada onze, para sair novamente dois anos depois, para a Europa. Em ambas as vezes, o despedimento da atriz Charlene Tilton foi tomado pela equipa criativa, que tinham dificuldades em criar histórias para si.
Sue Ellen Ewing sai no final de temporada doze, mudando-se para Londres com o seu novo marido, o diretor cinematográfico Don Lockwood (o ator convidado Ian McShane). Enquanto que a saída de Linda Gray se deve aos mesmos cortes de orçamento que levaram à saída de Steve Kanaly, a saída da sua personagem, Sue Ellen Ewing fora sempre descrita pela atriz como uma decisão mútua entre si e o produtor executivo, Leonard Katzman, concordando que a personagem “havia mais que crescido e feito a sua história”.
A Stephanie Rogers foi-lhe permitido deixar de ser a relações públicas de Cliff no final da temporada treze, tendo saído posteriormente de Dallas, fazendo com que a atriz Lesley-Anne Down se tornasse a atriz mais efémera do elenco principal, permanecendo apenas por treze episódios.
A saúde de Barbara Bel Geddes causou-lhe a ausência nos primeiros episódios da sétima temporada, e após o final dessa mesma temporada, sai definitivamente da série, tendo o papel de Miss Ellie sido atribuído à atriz e apresentadora de televisão Donna Reed para a oitava temporada.. Barbara decide regressar no ano seguinte numa desastrosa mediação de relações que deixou Donna Reed indignada e em litígio com os produtores da série, fazendo com que lhe fosse estabelecida fora do tribunal uma indemnização de um milhão de dólares. Miss Ellie manteve-se na série até ao final da 13ª temporada quando ela e Clayton saem de Dallas para viajar e eventualmente permanecem na Europa, perto de Ray e Jenna. No seguimento da sua saída de Dallas, Barbara aposenta-se da sua profissão de atriz
Quando se inicia a 14ª temporada, a temporada final, dez atores receberam a designação de elenco principal. Apesar de metade deles saírem antes do final da série, todos permaneceram no genérico de abertura ao longo desse ano. Clayton Farlow (Howard Keel) fez quatro aparições, resolvendo assuntos que incluíram deixar Southfork para Bobby; April Stevens Ewing (Sheree J. Wilson) morre tragicamente no início da temporada, tendo sido raptada na sua lua-de-mel pela psicótica Hilary Taylor (protagonizada pela atriz especial convidada Susan Lucci); Cally Harper Ewing (Cathy Podewell) sai de Dallas a meio da temporada para construir uma nova vida, longe dos Ewing, com um novo namorado e com um bebé recém-nascido, seu filho com J.R.; Liz Adams (Barbara Stock) rompe o seu noivado com Cliff e sai de Dallas perto do final da temporada e James Beaumont (Sasha Mitchell) sai da série poucos episódios antes do final da temporada, para começar uma nova vida na costa leste dos EUA com o seu recém-descoberto filho bebé, o pequeno Jimmy (diminutivo para James Richard Beaumont II), e a mãe deste, Debra Lynn (protagonizada pela atriz convidada Deborah Tucker).
Quando a série termina, Carter McKay havia tornado a empresa WestStar mais poderosa e influente que nunca; Michelle Stevens foi deixada humilhada e de coração partido, sozinha no rancho que acabara de comprar a Carter McKay, tendo ali esperado viver com James; Cliff Barnes torna-se de uma vez por todas o dono incontestável da Ewing Oil; e Bobby, agora dono de Southfork, consegue finalmente dar uma conclusão à morte de April. J.R. Ewing, contudo, tendo perdido tanto a Ewing Oil como Southfork, bem como os filhos, encontrava-se completamente derrotado psicologicamente. A série termina com uma questão não respondida se ele se havia ou não matado.

### Dubladores do Brasil
Estúdio: Herbert Richers (1ª-9ª temporadas) /Telecine (10ª-12ª temporadas)
Direção: Ângela Bonatti

## Produção

### Temporadas 1-8
O criador da série, David Jacobs, escreveu o primeiro e último episódio dos cinco episódios da mini-série (temporada 1), com os outros três episódios sendo escritos por Arthur Bernard Lewis, Camille Marchetta e Virginia Aldrige. Enquanto que Aldrige não voltou a escrever para a série e Marchetta sai durante a quarta temporada, Lewis tornou-se um dos mais influentes escritores de Dallas.
Leonard Katzman fez parte da mini-série enquanto produtor e durante a segunda temporada a sua influência aumentou, tendo obtido responsabilidades enquanto escritor e diretor. A meio da segunda temporada, Jacobs deixa os seus deveres diários na série para se focar na produção do spinoff Knots Landing, deixando Katzman como o diretor de facto. Os produtores executivos Philip Capice e Lee Rich mantiveram as suas funções.
Durante as primeiras oito temporadas da série, a equipa de produção de Dallas manteve-se praticamente intacta (a única exceção foi a saída de Lee Rich a partir da terceira temporada): Philip Capice manteve-se como produtor executivo, Leonard Katzman como produtor, Cliff Fenneman como produtor associado e Arthur Bernard Lewis como editor executivo de história/produtor supervisor. Apesar de mais de vinte e cinco escritores contribuírem com guiões, o trio Katzman, Lewis e David Paulsen escreveram praticamente 2/3 dos episódios destas primeiras oito temporadas. Paulsen juntou-se à série durante a quarta temporada e foi promovido a editor de história na temporada seis. Notavelmente, os três escreveram todos os episódios menos dois durante as temporadas sete e oito.

### Temporada 9
Conflitos internos e na parte criativa entre, por um lado, o produtor executivo Philip Capice, e por outro, Larry Hagman e os escritores, principalmente Leonard Katzman, agudizaram-se ao longo dos anos, resultando finalmente em Katzman perder o cargo de produtor da série no final da temporada oito. Apesar de Katzman manter-se a escrever para a série, a um nível mais limitado, como “criador consultivo”, o facto de nem Lewis nem Paulsen regressarem para a temporada nove, significava que Dallas encontrava-se não apenas com uma nova equipa de produção (juntando-se o produtor executivo, Capice, e ao produtor associado Fenneman, encontramos agora James H. Brown como produtor e Peter Dunne como produtor supervisor) mas também uma nova equipa de escritores (encabeçado por Dunne, o consultor executivo de história Joel J. Feigenbaum, e os editores de história Hollace White e Stephanie Garman). Para fazer com que as mudanças ficassem ainda mais percetíveis, o final da oitava temporada representa também a saída de Patrick Duffy com a sua personagem, Bobby, que morre, decisão solicitada pelo próprio ator.
Mas o aumento dos custos de produção e a quebra nas audiências fez com que a produtora Lorimar persuadisse ambos, Duffy e Katzman a regressarem. Com efeito, com a chegada ao fim da nona temporada, Katzman regressa totalmente como escritor e no final da temporada temos Patrick Duffy inexplicavelmente a ressurgir no ecrã.

### Temporada 10
Quando estreia a décima temporada houve ainda mais mudanças na equipa: Leonard Katzman foi promovido a produtor executivo, expressamente sob condição de ter “total autoridade” na série, enquanto que Capice e a maior parte dos escritores da nona temporada deixam a produção. Juntamente com Katzman, David Paulsen regressa como escritor e como o novo produtor da série enquanto que a posição de produtor supervisor foi oferecida ao recém-chegado Calvin Clements Jr. Cliff Fenneman manteve-se como produtor associado. Uma nova equipa de escritores foram contratados para trabalhar conjuntamente com os produtores, incluindo o filho de Katzman, Mitchell Wayne Katzman como editor de história, Leah Markus como consultor de história e Louella Lee Caraway. Markus sai após dois anos enquanto que os outros dois permanecem na série até ao final.
Em nível de história, o regresso de Patrick Duffy é explicado como tendo toda a nona temporada sido, afinal, um sonho da personagem de Victoria Principal, Pamela Ewing, fazendo com que desaparecessem todos os eventos ocorridos no ano anterior em que o envolvimento de Katzman fora minimizado.
Até o elenco foi afetado pela produção. Enquanto que Larry Hagman (J.R.) apoiou declaradamente Katzman e teve um papel imporante no regresso de Duffy, a atriz Susan Howard (Donna), que também fora escritora de um episódio da nona temporada, havia tomado partido por Philip Capice e foi fortemente desfavorável à ideia de anular uma temporada inteira. Apesar de ter regressado como escritora para um episódio da décima temporada, a atriz acaba por sair da série,  como escritora e como parte do elenco de atores no final da temporada.

### Temporadas 11-14
Durante os últimos quatro anos de produção, Leonard Katzman manteve-se como diretor e Larry Hagman junta-se a ele como produtor executivo (com início na temporada doze) e Ken Horton como co-produtor executivo (a partir da temporada treze).
O produtor supervisor Calvin Clements Jr. sai da série após a décima temporada e foi substituído nas temporadas 11 e 12 pelo regressado Arthur Bernard Lewis, que se mantém como escritor até ao final da produção. Lewis reúne-se, assim, com Leonard Katzman e David Paulsen. Paulsen acabou, contudo, por sair da série no final da 11ª temporada e foi substituído pelo primeiro novo escritor recrutado, Howard Lakin para a temporada doze e, depois, pelo produtor associado de longa data Cliff Fenneman nos últmos dois anos. Lakin esteve nas temporadas treze e catorze como produtor supervisor.
Mitchell Wayne Katzman foi promovido a co-produtor a partir da 12ª temporada, enquanto que Frank Katzman (o outro filho de Leonard Katzman) e John Rettino (genro de Katzman) tornaram-se produtores associados durante as temporadas treze e catorze. Adicionalmente, a escritora Louella Lee Caraway torna-se coordenadora executiva nos últimos três anos de série.
A última grande adição à equipa foi Lisa Seidman, que se junta à produção como escritora e consultora executiva de história para as últimas duas temporadas, deixando a equipa de escrita nas temporadas 13 e 14 a incluir o produtor executivo Leonard Katzman, co-produtor executivo Ken Horton, co-produtor Mitchell Wayne Katzman, produtor supervisor Howard Lakin, coordenadora executiva Louella Lee Caraway, consultora executiva de história Lisa Seidman e Arthur Bernard Lewis.

### Locais de filmagem
O episódio-piloto foi inteiramente gravado localmente na cidade de Dallas, estado norte-americano do Texas, e no Rancho Cloyce Box, na cidade de Frisco, também no Texas. Mais tarde, a maior parte das filmagens interiores passaram a ser feitas nos estúdios da empresa MGM em Hollywood, com alguns dos exteriores a serem filmados no Rancho Southfork, na cidade de Plano, também no Texas, e noutros locais da cidade de Dallas. A partir da temporada 13, o aumento dos custos de produção fizeram com que tudo passasse a ser filmado na California. Originalmente, a equipa de produção e o elenco passavam seis a oito semanas a filmarem localmente na área de Dallas durante o verão anterior à temporada ser transmitida e depois filmavam o restante da temporada na área de Los Angeles; menos de metade dos episódios de determinada temporada eram filmados localmente em Dallas. A MGM construiu uma réplica em tamanho real da estrutura exterior do Rancho Southfork e da sua piscina num dos seus estúdios de som, permitindo filmagens no “local” durante a última parte da temporada.

### Diretores
Leonard Katzman é o mais proeminente diretor da série, dirigindo episódios em todas as temporadas exceto na primeira, na nona e na temporada doze. A seguir a Katzman, temos Michael Preece, responsável por ter dirigido a maior parte dos episódios de Dallas, tendo-se juntado à produção durante a quarta temporada e ficando até ao final.
Dos dois diretores ligados à mini-série inicial, Robert Day não regressou para as temporadas subsequentes, enquanto que Irving J. Moore manteve-se até à quinta temporada e depois regressa para as últimas três.
Cinco das estrelas do elenco também dirigiram episódios: Larry Hagman (temporadas 3-14), Patrick Duffy (temporadas 4-8 e 10-14); Linda Gray (temporadas 9-12), Steve Kanaly (temporadas 10-12) e Ken Kercheval (temporadas 13-14).

## Audiências e transmissão
| Temporada | Temporada             | Episódios | Transmissão original   | Transmissão original  | Ranking | DVD Lançamento          | DVD Lançamento          | DVD Lançamento        | DVD Lançamento |
| Temporada | Temporada             | Episódios | Estreia da temporada   | Final de temporada    | Ranking | Região 1                | Região 2 (UK)           | Região 4              |                |
| --------- | --------------------- | --------- | ---------------------- | --------------------- | ------- | ----------------------- | ----------------------- | --------------------- | -------------- |
|           | 1                     | 5         | 2 de abril de 1978     | 30 de abril de 1978   | 44      | 24 de agosto de 2004    | 1 de novembro de 2004   | 22 de outubro de 2004 |                |
|           | 2                     | 24        | 23 de setembro de 1978 | 30 de março de 1979   | 15      | 24 de agosto de 2004    | 1 de novembro de 2004   | 22 de outubro de 2004 |                |
|           | 3                     | 25        | 21 de setembro de 1979 | 21 de março de 1980   | 6       | 9 de agosto de 2005     | 26 de setembro de 2005  | 19 de outubro de 2005 |                |
|           | 4                     | 23        | 7 de novembro de 1980  | 1 de maio de 1981     | 1       | 24 de janeiro de 2006   | 22 de maio de 2006      | 5 de maio de 2006     |                |
|           | 5                     | 26        | 9 de outubro de 1981   | 9 de abril de 1982    | 1       | 1 de agosto de 2006     | 17 de novembro de 2006  | 6 de dezembro de 2006 |                |
|           | 6                     | 28        | 1 de outubro de 1982   | 6 de maio de 1983     | 2       | 30 de janeiro de 2007   | 19 de fevereiro de 2007 | 5 de junho de 2006    |                |
|           | 7                     | 30        | 30 de setembro de 1983 | 18 de maio de 1984    | 1       | 31 de julho de 2007     | 17 de setembro de 2007  | —                     |                |
|           | 8                     | 30        | 28 de setembro de 1984 | 17 de maio de 1985    | 2       | 12 de fevereiro de 2008 | 18 de fevereiro de 2008 | —                     |                |
|           | 9                     | 31        | 27 de setembro de 1985 | 16 de maio de 1986    | 6       | 15 de julho de 2008     | 22 de setembro de 2008  | —                     |                |
|           | 10                    | 29        | 26 de setembro de 1986 | 15 de maio de 1987    | 11      | 13 de janeiro de 2009   | 19 de janeiro de 2009   | —                     |                |
|           | 11                    | 30        | 25 de setembro de 1987 | 13 de maio de 1988    | 22      | 21 de abril de 2009     | 20 de julho de 2009     | —                     |                |
|           | 12                    | 26        | 28 de outubro de 1988  | 19 de maio de 1989    | 29      | 19 de janeiro de 2010   | 1 de março de 2010      | —                     |                |
|           | 13                    | 27        | 22 de setembro de 1989 | 11 de maio de 1990    | 55      | 13 de abril de 2010     | 13 de setembro de 2010  | —                     |                |
|           | 14                    | 23        | 2 de novembro de 1990  | 3 de maio de 1991     | 48      | 18 de janeiro de 2011   | 21 de março de 2011     | —                     |                |
|           | Telefilmes e reuniões | 5         | 23 de março de 1986    | 7 de novembro de 2007 | —       | 12 de abril de 2011     | —                       | —                     |                |

Nos Estados Unidos, Dallas foi inicialmente transmitido nas noites de sábado quando se estreou como série regular. Em um mês, a série passou para as noites de domingo, permanecendo aí até meio da temporada, altura em que ficou para sexta-feira à noite. Dallas manteve-se às sextas feiras até terminar em 1991, alternando apenas no horário das 21h e das 22h.
O episódio de Dallas “Who Done It?”, que revela quem alvejou J.R., o famoso cliffhanger de 1980, recebeu a mais alta audiência residencial até àquela altura com mais de noventa milhões de norte-americanos a sintonizarem no canal de televisão para saberem a resposta, um recorde batido apenas pelo último episódio da série M*A*S*H em 1983. O último episódio da série O Fugitivo, transmitida em agosto de 1967, foi vista por uma percentagem mais alta de donos de televisão norte-americanos (72%) mas contudo teve menos em números absolutos. Internacionalmente, Dallas ainda mantém o recorde de episódio mais visto, com quase trezentos e sessenta milhões de telespectadores a sintonizarem-se para saber quem alvejou J.R.
O final da série, episódio "Conundrum", obteve trinta e três milhões de telespectadores e uma classificação familiar de vinte e dois, entre as 21h e as 23h do dia 3 de maio de 1991. O seu rival, Manhunter do canal NBC, obteve 9.8 de classificação.

### Rating/classificação
Rating é a posição que o seriado ocupou entre os programas mais assistidos dos Estados Unidos, seu país de origem, percebam que durante as temporadas 3, 4 e 6 o programa foi o mais assistido dentre todos os programas da TV americana. Mais uma prova do seu sucesso estrondoso. Este quadro mostra de uma outra forma, a classificação da série.
| Temporada | Ano       | Episódios | Rank | Espectadores (em milhões) |
| --------- | --------- | --------- | ---- | ------------------------- |
| 1         | 1978-1979 | 24        | #12  | 17.8                      |
| 2         | 1979-1980 | 25        | #6   | 19.8                      |
| 3         | 1980-1981 | 23        | #1   | 30.5                      |
| 4         | 1981-1982 | 26        | #1   | 27.1                      |
| 5         | 1982-1983 | 28        | #2   | 25.6                      |
| 6         | 1983-1984 | 30        | #1   | 26.5                      |
| 7         | 1984-1985 | 30        | #2   | 25.9                      |
| 8         | 1985-1986 | 31        | #6   | 19.7                      |
| 9         | 1986-1987 | 29        | #10  | 18.9                      |
| 10        | 1987-1988 | 30        | #21  | 15.3                      |
| 11        | 1988-1989 | 26        | #28  | 14.4                      |
| 12        | 1989=1990 | 27        | #42  | 10.7                      |
| 13        | 1990-1991 | 23        | #60  | 3.9                       |

### Filmes/especiais
Data/título/canal/classificação familiar/share/espectadores
- 15 de novembro de 1996, JR Returns (1996), CBS, 13.4, 23, 18.1 (21h-23h);
- 24 de abril de 1998, War of the Ewings (1998), CBS, 7.8, 14
- 7 de novembro de 2004, Return to Southfork, CBS, 8.5, 14, 12.7 (21h30-23h30)

### História da transmissão
Estados Unidos
CBS
- 2 a 30 de abril de 1978: domingos, 22h (fuso horário -5 e fuso horário -8)/21h (fuso horário -6 e fuso horário -7);

- 23 de setembro a 14 de outubro de 1978: sábados, 22h/21h;

- 15 de outubro de 1978 a 14 de janeiro de 1979: domingos, 22h/21h;

- 26 de janeiro de 1979 a 27 de novembro de 1981: sextas-feiras, 22h/21h;

- 4 de dezembro de 1981 a 16 de março de 1990: sextas-feiras, 21h/20h;

- 30 de março a 21 de dezembro de 1990: sextas-feiras, 22h/21h;

- 4 de janeiro a 3 de maio de 1991: sextas-feiras, 21h/20h

Nos Estados Unidos, as grandes estações televisivas costumam vender os direitos de transmissão das suas produções ou exibições a outras estações televisivas locais, algo a que chamam syndication. Neste contexto, importa dizer que os direitos de transmissão de Dallas, a partir do outono de 1984, foram vendidos pela Lorimar a estações televisivas locais. Entre elas, uma filiada da estação ABC, a WFAA, que serve o complexo metropolitano Dallas-Fort Worth. Apenas os primeiros 222 episódios (temporadas 1-9) se encontravam neste primeiro pacote de cedência de direitos de transmissão. Contudo, Dallas não obteve o mesmo tipo de sucesso nas audiências nos mercados locais que obteve na exibição de horário nobre da CBS nacional.
Durante a década de 1990, a série foi brevemente transmitida na estação televisiva TNT (de setembro de 1992 a agosto de 1993), e novamente apenas as primeiras nove temporadas, seguida da transmissão no canal TNN a partir do início do outono de 1997 (a primeira estação a transmitir a totalidade dos 357 episódios da série original, mas estes encontravam-se bastante editados devido a questões de tempo). Entre 2003 e 2008, a série completa foi transmitida novamente, desta vez, pela SoapNet. A 1 de janeiro de 2011, o canal CMT transmite a série por um dia apenas e, antes da estreia da sequela de 2012 de Dallas, alguns episódios selecionados foram transmitidos no canal CMT e no seu website.

### Transmissão no Brasil e em Portugal
Brasil
Rede Globo / Rede Bandeirantes / TeleUno / RedeTV! / Canal Viva / Warner Channel
Dallas estreou no Brasil no início da década de 1980 pela Rede Globo, que exibiu inicialmente suas duas primeiras temporadas na faixa das 22h, como se fosse uma minissérie. Devido ao enorme sucesso a série ganhou espaço fixo na grade da emissora nas noites de domingo, logo depois dos Gols do Fantástico. Ao longo da década de 1980, a Rede Globo exibiu o seriado até 1988. Em 1989, a série migrou para a Rede Bandeirantes, onde foi exibida toda quinta-feira na faixa das 21h30, lá permaneceu até 1992. Ainda na década de 1990, foi ao ar pelo canal pago Teleuno (atual AXN). Em 25 de outubro de 2008 estreou na RedeTV!, desde o primeiro episódio. Atualmente a série tem lugar no canal pago TCM sendo transmitida de segunda a sexta às 07h e às 13h. A partir de 1 de maio de 2012 reprisado no Canal Viva do grupo Globosat.
Portugal
RTP1 / RTP2 / SIC Sempre Gold / RTP Memória
A série foi exibida em Portugal pela RTP 1, pela primeira vez, entre janeiro de 1981 e setembro de 1983. Todos os episódios produzidos até então foram transmitidos em Portugal. A exibição termina a 17 de setembro de 1983 com o último episódio da temporada 6, que tinha ido ao ar nos Estados Unidos a 17 de maio de 1983, exatamente quatro meses antes. Só em fevereiro de 1987 é que a estação pública volta a exibir os novos episódios entretanto produzidos, começando com o primeiro episódio da temporada 7, aos sábados à noite. Nesta segunda fase, a exibição de Dallas conhece algumas dificuldades: dois meses depois de estrear muda para os domingos e em outubro a transmissão é interrompida. Regressa em fevereiro de 1988 às terças-feiras à tarde, e, na RTP 2. Alguns meses depois regressa à RTP 1 à hora de almoço e por aí estabiliza até pelo menos 1990.
- 4 de janeiro de 1981 a 11 de outubro de 1981: domingos, 22h[41][42];

- 17 de outubro de 1981 a 17 de setembro de 1983: sábados, 21h/22h[43][44];

- 14 de fevereiro de 1987 a 4 de abril de 1987: sábados, 21h[45][46];

- 12 de abril de 1987 a 4 de outubro de 1987: domingos, 21h/22h[47][48];

- 23 de fevereiro de 1988 a 21 de junho de 1988: terça-feira, 15h45 na RTP2[49][50];

- 27 de junho de 1988 até pelo menos 11 de setembro de 1990: terça-feira, 13h30 novamente na RTP1[51][52]

Entre 2003 e 16 de setembro de 2004, o canal por cabo SIC Sempre Gold transmitiu a série na sua totalidade pela primeira vez em Portugal, legendado, no horário das 21h, de segunda a sexta. Aos domingos durante a tarde, o canal voltava a dar um compacto com os episódios dados naquela semana. Quando a série chegou ao fim, regressou ao início no mesmo horário até ao encerramento do canal.
Em 2023, a RTP Memória adquiriu os direitos de transmissão das 14 temporadas da série, com estreia no dia 27 de Janeiro de 2023. Conta com uma nova legendagem, qualidade de imagem HD e vai ao ar de segunda a sexta feira, pelas 22h30.

## Cliffhangers
Dallas é famoso pelos seus cliffhangers. Durante a transmissão da série, quase todas as temporadas terminaram com algum tipo de suspense, escritos por forma a aumentar as audiências no início da temporada seguinte, no final do ano.

### Temporada 1/temporada-piloto
Apesar de não ter sido propriamente um cliffhanger, no fim do quinto episódio da mini-série original de Dallas assiste-se a J.R. subir até ao cimo do sobrado do estábulo de Southfork, para falar com Pamela, que tinha subido até ali para falar com o seu primo Jimmy, após Digger ter ficado embriagado no Ewing Barbecue (Churrasco dos Ewing). J.R., também pouco sóbrio, tenta convencê-la a dizer a Bobby para não sair do rancho. No entanto, ela não quer ser incomodada e, tentanto escapar a um insistente e pouco estável J.R., cai do sobrado do estábulo, virada para baixo. Pamela, que estava grávida, tem um aborto espontâneo como consequência da queda. Mais tarde, Sue Ellen questiona J.R. se o acontecimento foi realmente um acidente ou se foi propositado. J.R. responde que “não foi”. Quando Sue Ellen lhe pergunta se ele se importa que Pamela tenha perdido a gravidez, J.R. não lhe responde, deixando para os espectadores decidirem.

### Temporada 2
O problema de alcoolismo de Sue Ellen acabou por fazer com que fosse colocada numa clínica de reabilitação, estando grávida e acreditando que o pai da futura criança seria Cliff Barnes. Ela acaba saindo da clínica, fica embriagada pouco depois e acaba tendo um grave acidente automóvel, colocando a sua vida e a da futura criança em perigo. Os médicos acabam por fazer o parto, nascendo John Ross Ewing III, mas como é um recém-nascido muito frágil e pequeno, encontrava-se em perigo de vida, tal como a própria mãe que, no final do episódio, se encontrava lutando pela vida. Um perturbado J.R. oberva a sua mulher no final do episódio, em lágrimas, dizendo que “ela tem que sobreviver”.

### Temporada 3
Para terminar uma temporada em que J.R. havia enfurecido quase todos no estado do Texas, alguém entra no seu escritório à noite e atira nele duas vezes. Este episódio dá o mote para o famoso “Quem Alvejou J.R.?”, cena que foi recriada  várias vezes pela produção.

### Temporada 4
Após ter tido uma reunião de negócios tardia com Bobby, Cliff descobre um corpo de uma mulher a flutuar na piscina de Southfork. Ele salta para a piscina para ver quem é e tentar salvar a pessoa e quando a apanha e a vira para si, J.R. encontra-se olhando através da varanda do andar de cima da casa, a varanda mais próxima da piscina e com a sua cerca de madeira desfeita. Acreditando que J.R. fora o responsável, Cliff exclama para o seu rival “Ela está morta. Seu imbecil!”

### Temporada 5
O ano não havia corrido bem para Cliff. Sue Ellen, com quem ele tinha tido um caso intermitente, decide regressar para J.R. e voltar a casar-se com ele (numa grande manipulação dele por forma a obter todos os benefícios do testamento deixado pelo seu pai). Igualmente, J.R. quase que provocou a falência da empresa da mãe de Cliff, Rebecca Wentworth, fazendo com que Cliff fosse despedido do seu cargo pela própria mãe. Cliff tenta suicidar-se com uma overdose de comprimidos, fazendo com que Sue Ellen se sentisse culpada e fosse imediatamente para o hospital, acompanhar o seu estado de saúde. J.R. tenta convencê-la de que a culpa não era de mais ninguém a não ser do próprio Cliff mas Sue Ellen discorda e diz-lhe que não sabe se consegue casar novamente com J.R. se Cliff morre, fazendo com efeito, com que a herança de J.R. ficasse seriamente comprometida.

### Temporada 6
Uma embriagada Sue Ellen e o primo de Ray Krebbs, Mickey Trotter (protagonizado pelo ator Timothy Patrick Murphy), estão envolvidos num grave acidente automóvel, com o carro de J.R., imediatamente à saída de Southfork. Sue Ellen ficou praticamente sem sequelas mas Mickey fica paralisado e em coma. Ray acaba por descobrir que o condutor do outro carro, que fora contra o carro onde estava Sue Ellen e Mickey, era Walt Driscoll (Ben Piazza), rival de J.R. Ray acabou por saber, igualmente, que Driscoll havia causado deliberadamente o acidente, pensando que fosse J.R. que estava a conduzir o carro, como forma de se vingar deste o ter colocado na cadeia e não o ter salvo de lá, no início da temporada. Um furioso Ray chega a Southfork à noite questionando J.R. sobre a situação, que não esperava vê-lo àquela hora. J.R. pergunta a Ray o que fazia ele àquela hora em Southfork mas este, enfurecido, apenas lhe responde que o ia matar pelo sucedido. Para se defender, J.R. atira-lhe um candelabro com velas mas falha o alvo e acaba atingindo um outro candelabro com velas acesas, que cai no chão. Enquanto que os dois iniciam uma luta, as velas acesas iniciam um incêndio no chão que se encontrava com vários cartões e panos, devido à mudança de papel de parede, estragada pouco tempo antes por Sue Ellen, que, furiosa com J.R., lhe havia atirado com um copo de vinho durante uma discussão mas falha o alvo e acaba por sujar a parede das escadas. O fumo do incêndio começa a entrar nos quartos de John Ross e de Sue Ellen, ainda em recuperação, que se encontravam a dormir. J.R. dá conta do incêndio e tenta escapar-se de Ray, finalmente conseguindo atingi-lo na cabeça com um telefone e corre para o andar de cima para salvar a sua mulher e filho. Ray recupera e vai atrás de J.R. mas ao ficar intoxicado pelo fumo, acaba por cair novamente no chão. J.R., antes de chegar aos quartos, é atingido por uma viga de madeira em chamas e ambos ficam inconscientes enquanto Southfork se incendeia.

### Temporada 7
Assemelha-se ao cliffhanger da terceira temporada, uma misteriosa silhueta entra no edifício da Ewing Oil durante a noite. Seguindo até ao escritório de J.R., a pessoa pega numa arma e dá três tiros nas costas da cadeira de J.R., que se encontrava virada para as janelas do escritório, e onde estava alguém sentado. Quando a vítima cai da cadeira e fica no chão, vemos que é Bobby Ewing que foi alvejado.

### Temporada 8
Bobby, que se encontrava divorciado há mais de um ano de Pamela, encontrava-se noivo de Jenna Wade, mas sabendo que ainda amava muito a ex-mulher decide propor Pamela em casamento, e esta, sabendo igualmente que ainda gostava muito dele, aceita de imediato. Bobby passa, com efeito a noite na casa de Pamela e na manhã seguinte, decide contar tudo a Jenna. Ao sair de casa de Pamela, alguém dirige um carro em direção a Pamela. Bobby repara e dirige-se para Pamela para a tirar do caminho do carro, epurrando-a para o chão mesmo antes dela ser atingida. Bobby, no entanto, não consegue escapar-se do carro para se salvar e é atropelado. É levado imediatamente para o hospital onde mais tarde acaba por morrer com toda a família ao seu lado.

### Temporada 9
A maléfica empresária Angelica Nero (protagonizada por Barbara Carrera) tem intenções de matar J.R. e o seu primo, Jack Ewing por a terem enganado mas quando esta se dirige ao escritório de J.R., e lhe confessa várias das suas ações iegais, ele surpreende-a com a polícia, que a prende de imediato. Angelica havia já preparado uma bomba para o carro de Jack, que explode com a sua irmã, Jamie, lá dentro. Após ouvir a explosão em direto com Jack ao telefone, J.R. sai de imediato do escritório para ir até ao apartamento do primo. Quando ele sai dos escritórios por um dos dois elevadores, Sue Ellen aparece no outro e dirige-se para a sala de J.R., procurando por ele. Pouco depois de entrar na sua sala uma outra bomba deixada por Angelica explode ali dentro e todo o andar daqueles escritórios fica destruído, mostrando-nos vários estilhaços de vidro a caírem do prédio para a rua. A cena muda depois para Pamela, que se encontrava deitada na sua cama a dormir e acorda, no dia seguinte ao seu casamento com Mark Graison. Pamela ouve o chuveiro do seu quarto e dirige-se até lá para abrir a porta do mesmo, encontrando Bobby a tomar banho. Vivo e bem de saúde. (No início da temporada seguinte, a morte de Bobby e toda a consequente temporada foi revelado como tendo sido um sonho de Pamela).

### Temporada 10
Os Ewing sofrem uma perda terrível quando a Ewing Oil é encerrada pelo Departamento de Estado dos EUA como punição para os negócios obscuros de J.R., que causaram um incidente internacional. Quando J.R. estava a sair dos seus escritórios com John Ross, mostrando-lhe o último dia na empresa que havia sido fundada pelo seu pai, Jeremy Wendell (protagonizado pelo ator William Smithers), dono da grande rival WestStar Oil aparece nos escritórios e o surpreende com a notícia que fora ele quem havia comprado tudo o que era da Ewing Oil. O ambiente sobe de tom e Wendell decide, como resposta, por começar por retirar o quadro de Jock Ewing da parede. J.R. fica enfurecido e ameaça Wendell que se ele tocasse naquele quadro, era um homem morto ali mesmo. Ao mesmo tempo que isto acontece, Pamela estava a dirigir-se para Southfork no carro de Bobby, após ter estado no médico que lhe havia dado a notícia de que alguns avanços feitos poderiam fazer com que finalmente pudesse ter uma gravidez estável e segura. Decide ligar para Bobby para lhe dar a boa notícia, deixando ambos radiantes.  Depois de terminar de falar com ele e de dizer que estaria em casa dali a dez minutos, desliga o telefone mas ao regressar a atenção para a estrada dá conta de um grande camião de combustível que se encontrava lentamente a passar à sua frente. Pamela não consegue desviar-se nem sequer abrandar o carro e choca diretamente contra o camião, havendo uma grande explosão.

### Temporada 11
J.R. e o novo namorado de Sue Ellen, Nicholas Pierce (protagonizado pelo ator Jack Scalia) envolvem-se numa luta no apartamento onde J.R. se encontrava a morar temporariamente. Sue Ellen e Nicholas estavam a procurar John Ross, pois J.R. o havia escondido num colégio sob falso nome por forma a impedir que ela o levasse. Durante a luta, ambos acabam por se dirigir para a varanda do apartamento e Nicholas Pierce acaba por cair do prédio, morrendo logo de seguida. Chocada com toda a situação e acreditando que J.R. tinha atirado propsitadamente Pierce da varanda, Sue Ellen pega na arma de J.R. com que ele os tinha ameaçado quando eles haviam arrombado a sua porta para entrar, e atira três vezes em J.R. De seguida, ela pega no telefone e liga para a polícia para reportar um duplo homicídio.

### Temporada 12
Sue Ellen prepara-se para sair de vez de Dallas mas antes decide surpreender em grande estilo o seu ex-marido, J.R. Sue Ellen decide fazer um filme sobre toda a sua vida de casada com J.R. (com atores a protagonizarem os papéis de J.R., da própria Sue Ellen, dos restantes Ewings e das várias amantes de J.R). Sue Ellen decide mostrar em primeira mão o filme ao ex-marido, alugando uma sala de cinema para ambos. J.R. vê o filme até ao fim, fica chocado com o mesmo e Sue Ellen avisa-o de que vai sair de Dallas mas que se ele voltar a cruzar-se no seu caminho no futuro, ou se ela um dia acordar simplesmente com “os pés de fora”, transmite o filme fazendo de J.R. a comédia mais troçada de todo o Texas, arruinando-o para sempre. Sue Ellen sai finalmente de Dallas, triunfante.

### Temporada 13
Após deliberadamente se internar num sanatório por forma a encontrar-se com uma das pacientes (a irmã de Clayton Farlow, Jessica Montford, protagonizada por Alexis Smith) e obter a sua assinatura num papel que lhe daria a maioria dos votos na WestStar Oil, o plano de J.R. falha quando Cally Harper Ewing (Cathy Podewell), a sua desprezada segunda mulher, e o seu filho mais velho ilegítimo, James Beaumont (Sasha Mitchell) coagem-no a assinar uma renúncia de propriedade antes de o deixarem sair da clínica. Assim que J.R., relutante, assina esses papéis, James acaba por rasgar à sua frente outros papéis,  aqueles que fariam com que o pai fosse libertado do sanatório, deixando-o lá internado sem que tivesse oportunidade de sair.

### Temporada 14
Após ter perdido finalmente a Ewing Oil para Cliff Barnes, o controlo das votações da WestStar para Carter McKay e para Dusty Farlow (Jared Martin), o Rancho Southfork para Bobby, o seu grande amor de adolescência que havia voltado para se casar com ele, a mãe de James, Vanessa Beaumont (Gayle Hunnicutt), o próprio James e a sua nova nora e neto, Debra Lynn (Deborah Tucker) e Jimmy, bem como o próprio John Ross, que se encontrava em Inglaterra com Sue Ellen e decide informar o pai que jamais pretende regressar a Southfork, cheio de ciúmes por J.R. ter estado mais atencioso para com o recém descoberto filho mais velho e para com a sua nova nora e neto,  um J.R. embriagado e desiludido com a sua vida começa a andar à volta do rancho com uma arma carregada desejando nunca ter nascido. Mais tarde, um tiro sai dessa arma, vindo do quarto de J.R. e onde este se encontrava. Ao chegar a Southfork e ouvir o barulho, Bobby apressa-se a chegar ao quarto de J.R. e exclama “Oh meu Deus!”, terminando assim a série.

## Spinoffs, sequelas  e adaptações

### Knots Landing
Antes da estreia de Dallas, o criador da série, David Jacobs criou a ideia de uma série dramática que envolvia quatro casais em diferentes fases no seu casamento, inspirado pela série de Ingmar Bergman, Scener ur ett äktenskap (pt: Cenas da vida conjugal/ br: Cenas de um casamento). No entanto, a CBS queria uma série mais chamativa e semelhante a uma saga, resultando em Jacobs criando Dallas. Quando a série comprovou ser um sucesso, a CBS reconsiderou a ideia inicial de Jacobs, criando um spin-off de Dallas, chamado Knots Landing, estreando durante a terceira temporada da série-mãe, no final de 1979.
Knots Landing acompanhava a vida dos pais de Lucy, Gary (Ted Shackelford) e Valene (Joan Van Ark), quando estes se mudaram para o estado da Califórnia para recomeçar a sua vida. Durante as primeiras temporadas, vários atores de Dallas (Larry Hagman, Patrick Duffy, Charlene Tilton, Mary Crosby e Eric Farlow) tiveram participações especiais na nova série, protagonizando as suas personagens de Dallas, ao mesmo tempo que Shackelford e Van Ark mantiveram-se com participações especiais em Dallas, igualmente.
O vínculo contínuo entre as duas séries foi cortado, eventualmente, em 1986 quando na estreia da décima temporada de Dallas se decidiu que a morte de Bobby Ewing no ano anterior havia sido afinal de contas, um sonho. A morte de Bobby Ewing teve um grande impacto, tanto em Dallas como no enredo de Knots Landing (como por exemplo, o nome do novo filho de Gary se ter chamado “Bobby” em memória do seu falecido tio, causando igualmente o regresso ao alcoól de Gary). Contrariamente aos produtores de Dallas, os de Knots Landing não estavam dispostos a eliminar a sua temporada anterior, fazendo com que as duas séries se distanciassem definitivamente, nunca mais se cruzando novamente.
Shackelford e Van Ark fizeram, contudo, uma aparição com as suas personagens para os episódios finais de Dallas, que mostra como seria a vida de todos se J.R. não tivesse nunca nascido.
Entre as temporadas 1 e 4 de Knots Landing, houve nove episódios em que personagens de Dallas apareceram, representados pelos seus respetivos atores.
Temporada 1 (1979-80)
- Episódio 1: "Pilot". Participação especial de Patrick Duffy como Bobby Ewing;
- Episódio 2: "Community Spirit". Participação especial de Larry Hagman como JR Ewing;
- Episódio 6: "Home is for Healing". Participação especial de Charlene Tilton como Lucy Ewing.

Temporada 2 (1980-81)
- Episódio 5: "Kristin". Participação especial de Mary Crosby como Kristin Shepard;
- Episódio 9: "A Family Matter". Participação especial de Larry Hagman como JR Ewing;
- Episódio 13: "The Loudest Word". Participação especial de Patrick Duffy como Bobby Ewing;
- Episódio 17: "Designs". Participação especial de Larry Hagman como JR Ewing.

Temporada 4 (1982-83)
- Episódio 1: "Daniel". Participação especial de Larry Hagman como JR Ewing;
- Episódio 6: "New Beginnings". Participações especiais de Larry Hagman como JR Ewing, Patrick Duffy como Bobby Ewing e Eric Farlow como Christopher Ewing. Este episódio de Knots Landing foi produzido como sequela direta do episódio de Dallas chamado "Jock's Will", que foi ao ar na mesma noite.

Adicionalmente ao escrito acima, as personagens de Gary Ewing e Valene Ewing apareceram nos seguintes episódios de Dallas, mencionados abaixo.
Temporada 2 (1978-79)
- Episódio 1: "Reunion, Part I". Com David Ackroyd como Gary Ewing e Joan Van Ark como Valene Clements;
- Episódio 2: "Reunion, Part II". Com David Ackroyd como Gary Ewing e Joan Van Ark como Valene Clements.

Temporada 3 (1979-80)
- Episódio 4: "Secrets". Com Joan Van Ark como Valene Clements;
- Episódio 14: "Return Engagements". Com Ted Shackelford como Gary Ewing e Joan Van Ark como Valene Ewing.

Temporada 4 (1980-81)
- Episódio 1: "No More Mister Nice Guy, Part I". Com Ted Shackelford como Gary Ewing e Joan Van Ark como Valene Ewing;
- Episódio 2: "No More Mister Nice Guy, Part II". Com Ted Shackelford como Gary Ewing;
- Episódio 12: "End of the Road, Part II". Com Ted Shackelford como Gary Ewing e Joan Van Ark como Valene Ewing.

Temporada 5 (1981-82)
- Episódio 8: "The Split". Com Ted Shackelford como Gary Ewing;
- Episódio 9: "Five Dollars a Barrel". Com Ted Shackelford como Gary Ewing.

Temporada 6 (1982-83)
- Episódio 5: "Jock's Will". Com Ted Shackelford como Gary Ewing. Este episódio de Dallas foi produzido como prequela direta do episódio de Knots Landing emitido na mesma noite chamado "New Beginnings".

Temporada 9 (1985-86)
- Episódio 1: "The Family Ewing". Com Ted Shackelford como Gary Ewing.

Temporada 14 (1990-91)
- Episódio 22: "Conundrum". Com Ted Shackelford como Gary Ewing e Joan Van Ark como Valene Clements.

### Filmes e reuniões
Uma história prequela, Dallas: The Early Years foi um filme feito para a televisão tendo sido exibido a 23 de março de 1986 na CBS, durante a exibição da nona temporada da série. O filme tinha o ator David Grant como Digger Barnes, Dale Midkiff como Jock Ewing, Molly Hagan como Miss Ellie Southworth Ewing, David Wilson como Jason Ewing e Hoyd Axton como Aaron Southworth e teve a introdução de Larry Hagman, no papel de J.R. Ewing. Abordando as origens da rivalidade entre os Barnes e os Ewing e da Ewing Oil, cobrindo um espaço de tempo entre 1933 e 1951. O filme foi escrito pelo criador da série, David Jacobs.
Houve também dois filmes de regresso, feitos para a televisão, transmitidos pela CBS alguns anos após o final da série regular: Dallas: JR Returns (1996), que explica o cliffhanger do final da 14ª temporada e o filme de 20º aniversário da estreia, denominado Dallas: War of the Ewings (1998). Além das estrelas do elenco que regressam (Patrick Duffy, Larry Hagman, Linda Gray, George Kennedy, Ken Kercheval e Steve Kanaly) e do elenco de suporte (Omri Katz, Audrey Landers, Deborah Rennard e George O. Petrie), os dois telefilmes introduziram novas personagens – como a advogada Anita Smithfield, protagonizada por Tracy Scoggins. As personagens mais jovens Christopher Ewing, e a filha de Cliff e Afton, Pamela Rebecca, passaram a contar com a interpretação dos atores Chris Demetral e Deborah Kellner.
Em 7 de novembro de 2004, a CBS transmite um especial no horário nobre com o título Dallas Reunion: The Return to Southfork, onde as estrelas relembram o seu trabalho na série (por coincidência, o ator Howard Keel, que protagonizou Clayton Farlow havia falecido no próprio dia).
A 8 de novembro de 2008, foi feita uma reunião para comemorar o trigésimo aniversário do início da série, tendo tido lugar no Rancho de Southfork, em Parker, no Texas. Contou com a presença dos atores originais Larry Hagman, Patrick Duffy, Linda Gray, Ken Kercheval, Steve Kanaly e Charlene Tilton, bem como outros atores do elenco como Susan Howard, Audrey Landers, Mary Crosby e Sheree J. Wilson. O relvado dianteiro e traseiro da casa ficcional da família Ewing serviu de espaço para um churrasco de grandes dimensões, cheio de pessoas da área de Dallas, dos Estados Unidos no geral ou mesmo do mundo (que pagaram algo como $1,000) para relembrar e celebrar a série em conjunto com o elenco. Durante a festa, Ken Kercheval disse que estava chocado com o grande apoio que a série continuava a ter mesmo depois de ter terminado há dezassete anos atrás: "Não percebo. Este poder de permanência. Quem diria?". Linda Gray também se recordou com alegria da sua estadia na série: "Penso que foi uma época especial. Era uma altura em que não havia cem milhões de canais televisivos e a Internet e todas as outras coisas que passaram a existir."
A 23 de março de 2017, teve lugar o "A Dallas Retrospective: J.R. Ewing Bourbon Presents Linda Gray and Patrick Duffy" no Centro de Artes Performativas AT&T da Winspear Opera House em Dallas, Texas, durante o qual Patrick Duffy e Linda Gray lembraram as suas carreiras e a época em que estiveram na série. Este evento que durou um serão patrocinado pela distribuidora nacional norte-americana J.R. Ewing Bourbon e moderado pelo colunista do The Dallas Morning News, Robert Wilonsky.

## Bastidores
*O ator Larry Hagman fazia mais um personagem marcante num seriado de TV, o vilão J.R. Ewing. O outro fora o Major Nelson em Jeannie é um Gênio, ao lado de Barbara Eden. Barbara fez uma participação especial na última temporada de Dallas interpretando LeeAnn de La Vega, um caso de adolescência de J.R., que procurava vingar-se a todo o custo. Na trama, Lee Ann apercebe-se de que J.R. não a reconhecia e por isso faz com que a vingança seja ainda pior. Além de comprar a Ewing Oil a Bobby, ainda faz com que o noivado de J.R. com Vanessa Beaumont (a atriz Gayle Hunnicutt) se rompa.
*O papel de J.R. fora inicialmente oferecido ao ator Robert Foxworth, que declina e mais tarde entra no elenco principal de Falcon Crest, outra grande série norte-americana dos anos '80.
*Um dos primeiros papéis na televisão de Brad Pitt, que aparece apenas na temporada onze (1987-1988), como o jovem Randy, namorado de Charlie Wade, a filha de Jenna.
*Igualmente um dos primeiros papéis na televisão da atriz Tracy Scoggins, que além de aparecer como Anita Smithfield nos filmes Dallas: J.R. Returns e Dallas: War of the Ewings, também aparece brevemente na temporada sete, em 1983.
*Na ideia inicial para a série, a personagem do ator Patrick Duffy, Bobby Ewing, iria morrer no final da mini-série de cinco episódios ficando Pamela Ewing grávida e a lidar com o peso de toda a família Ewing, e lutar contra J.R. pelo legado que o marido lhe deixara. Isto acaba curiosamente por acontecer quando Duffy decide sair da série, em 1985, mas em moldes diferentes. Pamela Ewing torna-se detentora das ações que Bobby deixara para o filho de ambos, Christopher, e tem que lidar com a pressão de estar a trabalhar lado a lado com J.R. na Ewing Oil, que nunca aceita a sua presença nem ao facto do irmão ter deixado as ações sob administração de Pamela.
*Barbara Bel Geddes revive com Miss Ellie, na temporada três, em 1979, o problema do cancro (pt)/cancer (br) da mama e consequente mastectomia. A sua atuação como atriz valeu-lhe um Emmy e foi mais tarde agraciada pela primeira-dama Lady Betty Ford por ajudar à consciencialização da doença. Anos mais tarde, em 1984, Barbara é forçada a sair da série por uma operação ao coração repentina, um by-pass quádruplo, fazendo com que fosse substituída pela atriz e apresentadora de televisão Donna Reed. Inicialmente, Larry Hagman sugeriu que o papel de Miss Ellie fosse para a sua mãe, a atriz Mary Martin. Apesar de muito famosa e respeitada, Donna nunca foi verdadeiramente aceite no papel de Miss Ellie e desde cedo que se sentiu de parte na produção. As suas linhas e tempo de ecrã foram logo drasticamente diminuídos, fazendo com que a tensão aumentasse e a atriz percebesse que estariam a conspirar algo contra si. Não tendo tido realmente tempo para criar a sua própria versão de Miss Ellie, Donna Reed acaba por sofrer um rude golpe por parte da produção em 1985, ao ser informada que não regressaria para a temporada nove, tendo o seu contrato sido rompido com Barbara Bel Geddes com vontade em regressar à série, após a recuperação da sua saúde. Com efeito, Donna decide ultimar a situação em tribunal e acaba por ganhar grandemente à produção de Dallas, sendo obrigados a uma pesada indemnização. No entanto, quem se encontrava doente era a própria Donna, que acaba por falecer em 1986.
*O famoso episódio em que J.R. foi alvejado, no final da temporada três, e que originou a grande e famosa questão "Who Shot J.R.?", ocorreu apenas porque foi pedido à produção para fazerem mais episódios para a temporada. Na realidade, o cliffhanger da terceira temporada seria Jock Ewing a ser preso pelo homicídio que alegadamente cometera na década de 1950, onde foi vitimado Hutch McKinney, o pai biológico de Pamela Ewing, cujo corpo havia sido descoberto em Southfork a meio da temporada. Com o pedido feito em cima da hora e ainda sem grandes ideias, a produção pensou em simplesmente, alvejar o vilão.
*Após nove temporadas, os escritores deixaram de ter ideias para a personagem da atriz Linda Gray, Sue Ellen, resultando com que fosse dispensada. No último episódio da temporada, onde Bobby aparece misterioramente vivo após Pamela acordar, vemos Sue Ellen a sofrer uma explosão no escritório de J.R., vítima de uma bomba colocada por Angelica Nero. Quando Linda Gray informa a Larry Hagman que fora despedida, este de tudo faz para que a situação fosse revertida. Assim, a partir da temporada dez, os escritores dão uma nova vida a Sue Ellen, que nos passa a aparecer como uma mulher forte, independente e lutadora.
*Victoria Principal decide não renovar o seu contrato em 1987 por vários motivos: ainda era nova e queria ter outras oportunidades na sua vida além do mundo da representação e o seu papel na série; estava a iniciar uma nova carreira na parte da produção e considerava que a qualidade dos textos estava a diminuir drasticamente. Apesar de se ter tornado a mulher mais bem paga da televisão norte-americana, caso decidisse permanecer em Dallas, Victoria mantém a sua decisão mas o destino da personagem manteve-se muito incerto desde então. Sem quererem cometer o mesmo erro de matarem Bobby Ewing, os escritores de Dallas optam por fazer com que Pamela Ewing sofresse um grave acidente de carro, tendo desaparecido do hospital assim que se vê pela primeira vez ao espelho, tal seria a diferença física que agora possuía. Para dar um leve sinal de conclusão, na temporada doze, em 1988, assistimos à notícia de que Pamela se encontrava com uma doença terminal, numa cena representada pela atriz Margaret Michaels, não mais tendo notícias do seu paradeiro até à segunda temporada da nova série de Dallas. A atriz Margaret Michaels, supostamente semelhante em traços físicos a Victoria Principal, ainda aparece para mais alguns episódios mas com um outro papel, o de Jeanne O'Brien, também fisicamente semelhante a Pamela e que faz com que Bobby fique bastante perturbado e confuso. Victoria Principal admite ter sido contactada variadas vezes pela produção para regressar.
*Foi exibida em 130 países, na maioria deles com o sucesso registrado nos Estados Unidos, e dublada (BR)/dobrada (PT) ou legendada em cerca de setenta idiomas.
*Na época, foi criada uma série concorrente, Dinastia, com estrutura semelhante: as intrigas e dramas de uma família milionária, os Carringtons. Alegadamente, a temporada nove, 1985-'86, em que mais tarde é decidido que se tornaria um sonho de Pamela Ewing, representou um desvio no tipo de escrita e de ambiente clássico de Dallas, pois encontrava-se mais virado para um drama mais intenso e com um papel muito preponderante das mulheres. Adicionalmente, o estilo das roupas e dos ambientes fez com que algumas pessoas associassem as duas séries, em que Dallas estaria a ser influenciado de certa forma por Dinastia. A temporada seguinte, 1986-'87 não só reverte muito deste ambiente como ainda denota algumas frases e ambientes um pouco misóginos, nomeadamente por parte de personagens como Cliff Barnes e J.R.
*Conhecida por ser ligeiramente modificada na parte instrumental em cada nova temporada, a música de abertura de Dallas é considerada por muitos como uma das melhores e mais memoráveis de sempre da televisão.
*Atores com papéis minoritários nesta série participaram na sua continuação de 2012 como parte do elenco regular. Foi o caso de Mitch Pileggi (Morrissey no final da temporada 13 e início da temporada 14) que depois dá vida ao vilão Harris Ryland; Brenda Strong que tem uma pequena participação no episódio 19 da temporada 10, passa a ser a terceira esposa de Bobby Ewing e ex-mulher de Ryland; e Kevin Page que tem uma pequena participação no filme Dallas: J.R. Returns e que na continuação da série, faz o braço direito e confidente de J.R., Bum.

## Renovação da série
Em 2010, a estação televisiva por cabo TNT anuncia que pediu um episódio-piloto para a continuação da série Dallas. Após terem visto o episódio-piloto, a TNT pediu uma temporada inteira constituída por dez episódios. A nova série estreou a 13 de junho de 2012, centrando-se inicialmente em John Ross e Christopher Ewing, os agora crescidos filhos de Bobby e J.R. Larry Hagman, Patrick Duffy e Linda Gray regressam na totalidade, representando os seus papéis originais. A série é produzida pela Warner Horizon Television, subsidiária da Warner Bros., que detém os direitos de transmissão de toda a franquia de Dallas através da aquisição da Lorimar Television, e acaba por ser um canal irmão à TNT, ambos pertencentes à Time Warner.
A nova série é a continuação da série antiga, com a história a ter lugar após um intervalo de pouco mais de vinte anos. Não considera os acontecimentos que tiveram lugar nos telefilmes Dallas: JR Returns e Dallas: War of the Ewings. Numa entrevista ao site UltimateDallas.com, foi pedido à produtora Cynthia Cidre que descrevesse o novo Dallas. Ela respondeu: “tentei ser o mais respeitosa possível com a série original porque é-me muito claro que as pessoas que adoram Dallas são [como] trekkies, muito comprometidos com a série e eu realmente não entendia isso antes, por isso não queria de forma alguma violar nada que tivesse acontecido no passado. Por outro lado, vinte anos haviam passado, por isso acho que fomos equilibrados, ao mesmo tempo, com as personagens Bobby Ewing, J.R. Ewing e Sue Ellen Ewing. Também tenho atores para os filhos de Bobby e J.R., Christopher e John Ross e as suas respetivas namoradas. Respeito total e bem equilibrado entre o novo e o antigo.”
Na segunda temporada da série, JR Ewing sai (devido à morte do ator Larry Hagman em novembro de 2012), revivendo um novo enredo de "Quem matou?" até ao final da temporada. Vários atores da série original participaram no funeral da personagem.
Apesar das grandes audiências iniciais, os números foram decaíndo durante as três temporadas da série até a TNT cancelar a série em 2014.

## Livros e mídia
Durante o apogeu da série, várias revistas, livros e merchandising foram produzidos.
Em 1980, um romance com o título “Dallas”, baseado nos cinco episódios da mini-série original, da autoria de Lee Raintree, foi publicado pela editora Dell Publishing. Foi seguida, mais tarde, por outros três romances, adaptando as temporadas seguintes: “The Ewings of Dallas”, “The Men of Dallas” e “The Women of Dallas”, todos escritos por Burt Hirschfeld. Também em 1980, a SPI lança um jogo de role-playing.
Em 1984, a empresa Datasoft lança um videojogo chamado Dallas Quest e durante a década de 1980, a LA Times Syndicate produziu uma banda desenhada de Dallas para os jornais, escritas por Jim Lawrence. Como ilustradores tínhamos Ron Harris, Thomas Warkentin, Padraic Shigetani, Deryl Skelton, entre outros.
Em 1985, “Dallas: The Complete Ewing Family Saga”, da autoria de Laura Van Worner, foi publicada, tendo detalhado as personagens da série, a família Ewing e as origens do Rancho Southfork. Em 1986/87, foram publicados mais livros de Dallas. Foram escritos 14 títulos na Soaps&Series e Suzy Kalter escreveu The Complete Book of Dallas: Behind the Scenes at the World's Favorite Television Show.
Em 2004 e 2005, dois romances documentais escritos por Barbara A. Curran denominados “25 Years of Dallas: The Complete Story of the World’s Favourite Prime-Time Soap” e “Dallas: The Complete Story of the World’s Favorite Prime-Time Soap” foram lançados, publicados pela Cumberland House Publishing. Ambos os romances contém grandes pesquisas e entrevistas à maior parte do elenco original. O último livro contém um prefácio de Victoria Principal e uma introdução por David Jacobs.

### Livros em Portugal
Em Portugal, o livro Dallas de Lee Raintree foi traduzido e publicado pela editora Europa-América e os três livros de Burt Hirschfeld tiveram a edição e distribuição pela Agência Portuguesa de Revistas com os títulos traduzidos Dallas - A história íntima de uma rica e poderosa família do Texas, As Mulheres de Dallas e Os Homens de Dallas'.

## Legado

### Dallas e a Guerra Fria
Na temporada de 1989-'90, a temporada doze, as filmagens de alguns episódios foram feitos em Moscovo, com as personagens J.R. e Bobby a deslocarem-se até lá por motivos de negócios. De entre alguns dos temas, referiu-se levemente as mudanças que estavam a ocorrer na União Soviética, à época, com a perestroika. Não foi a única vez que isso ocorreu nas últimas temporadas, no entanto.
Alegadamente, a série Dallas contribuiu parcialmente para a precipitação e queda do regime socialista romeno, pertencente ao Bloco de Leste europeu, nos últimos anos da Guerra Fria.. O presidente romeno, Nicolae Ceausescu permitiu a transmissão de Dallas, uma das poucas séries ocidentais permitidas naquele país durante a década de 1980. Acreditando que a série iria ajudar ao sentimento anti-capitalista, acabou no entanto, por ter o efeito oposto do desejado para o regime, já que os romenos passaram a desejar e a querer o estilo de vida luxuoso exibido na série, em oposição à situação despótica e pobre vivida na altura na Roménia Pouco tempo depois da execução de Ceausescu e da sua mulher, no dia de natal de 1989, o episódio-piloto de Dallas, que havia sido editado numa cena de sexo, foi uma das primeiras séries ocidentais na televisão romena, agora liberalizada. A popularidade de Dallas é o tema do documentário experimental de 2016 Hotel Dallas, com a direção do duo artístico Ungur&Huang e contando com a presença de Patrick Duffy, que representa um duplo surreal da personagem Bobby Ewing.

### Outros
Em 2007, o comediante britânico Justin Lee Collins foi procurar por muitas das estrelas de Dallas para as levar para uma festa de reencontro especial. O programa foi emitido às 21h de domingo, a 27 de maio de 2007, no Channel 4 da televisão britânica, e fazia parte da série “Bring Back...”. Após ter perseguido literalmente a maior parte dos atores originais com todos os meios que pudesse (como saltando cercas de segurança e fazendo embuscadas em hoteis), Collins entrevistava-os e passava a conhecer mais sobre algumas das decisões feitas ao longo da série. Os participantes do elenco foram Larry Hagman, Linda Gray, Patrick Duffy, Ken Kercheval, Charlene Tilton, Susan Howard e Mary Crosby. Ele organizou o seu próprio Oil Barons Ball (Baile dos Magnatas do Petróleo) onde nenhum dos entrevistados apareceu. Contudo, o ator que fez de pequeno Christopher (Eric Farlow) apareceu. Charlene Tilton falou numa entrevista em 2011 sobre o programa, e disse que foi uma das piores experiências de sempre, que ela e os restantes atores tiveram.
Em março de 2011, o Teatro Texas, em Dallas começou por exibir dois episódios de Dallas no grande ecrã todos os domingos; mais de cem benfeitores, alguns vestidos como as suas personagens favoritas, apareceram todas as semanas para a exibição gratuita. Contudo, as exibições terminara abruptamente em maio de 2011 após a Warner Bros. se ter insurgido contra o Teatro Texas por exibições não autorizadas, argumentando que os que fizeram parte da produção da série não estavam a ser pagos ou beneficiados de alguma forma.
O famoso chapéu de J.R. Ewing, um grande símbolo da americanidade inerente da série, que contribuiu para segurar audiências a uma escala global, encontra-se atualmente nas coleções do Museu Nacional de História Americana, localizado em Washington DC.
Numa paródia da popular Forbidden Broadway, uma atriz no papel de Mary Martin (a mãe de Larry Hagman, atriz e cantora na Broadway) canta a música “Never Never Panned” com a entoação de “Never Never Land”, do musical Peter Pan. Numa das suas falas de texto ela canta “you can be a star, like my son who plays J.R. on Dallas! We’re never panned!”
A série é citada nas letras da banda pop ABBA, no single de 1982 “The Day Before You Came”. A linha referente cantada é: There’s not, I think, a single episode of Dallas that I didn’t see.
A cantor de country Hank Williams, Jr. teve um sucesso com a música “This Ain’t Dallas” comparando a sua vida e a da sua mulher com a vida conjugal de J.R. e Sue Ellen.
A história "Who Shot JR?" tem sido utilizada com grande notoriedade noutras séries de televisão como a série EastEnders da BBC, com o seu enredo de Mitchell "Who Shot Phil?" e mais recentemente com a história "Quem Matou Lucy Beale?". Em 1995, a série animada The Simpsons também teve uma história "Who Shot Mr. Burns?".
Em 2013, a TV Guide classificou Dallas na posição #47 numa lista das melhores 60 Melhores Séries de todos os tempos.

### Influência em Portugal
A influência desta série junto da sociedade portuguesa foi grande e dura até aos dias de hoje.. Ao longo dos anos 1980 surgiram vários cafés, restaurantes e edifícios altos e modernos com o nome Dallas, de norte a sul do país, como Porto, Matosinhos, Vila Nova de Gaia, Vila Nova de Famalicão, Lamego, Vila Nova de Foz Côa, Viseu, Gouveia, Castelo Branco, Vila Franca das Naves, Coimbra, Torres Novas, Loures, Lisboa, Mem Martins, Vila Franca de Xira, Vale de Cambra, Moita, Quarteira e Funchal. Mas o nome ficou também enraizado em regiões com quintas e cavalos, como a zona do Ribatejo ou em atividades ligadas ao tiro, pesca ou caça, como em Castro Marim Ainda hoje podemos ver muitos destes exemplos.
Na cidade do Porto, na Avenida da Boavista, um centro comercial foi criado de raiz com o nome da série e com uma estrutura semelhante ao de um dos muitos arranha-céus espelhados que vemos nos genéricos de abertura de Dallas. Apesar do edifício não ter sido construído para ser muito alto, foi desenhado para que assim parecesse. Por baixo era o centro comercial, encerrado em 1999, e por cima seriam escritórios.. O complexo do Dallas compreende cinco edifícios e mesmo na zona circundante, como o próprio largo e rua Engenheiro António de Almeida passou a ter pequeno comércio com o nome Dallas, como uma clínica veterinária até aos dias de hoje
Desde 2005 que São João da Madeira inaugurou o seu Museu da Chapelaria, único na Península Ibérica. Parte do espólio encontra-se nas instalações do museu e no Centro Comercial 8ª Avenida, onde podemos ver um chapéu de cowboy que alegadamente foi feito para a famosa série de televisão.
Em 2012, o Canal Q produziu uma série de televisão cómica chamada Dá-las. O genérico de abertura é uma adaptação remixada da original norte-americana e o nome da série aparece-nos com letras amarelas tal como na série original.
Depois de ser retransmitida na Sic Sempre Gold em 2003 e 2004, regressou aos ecrãs portugueses em 2023 pelas mãos da RTP Memória.